# Cinnamomum subavenium
Cinnamomum subavenium Miq. – gatunek rośliny z rodziny wawrzynowatych (Lauraceae Juss.). Występuje naturalnie w Indiach, Mjanmie, Tajlandii, Laosie, Kambodży, Wietnamie, Malezji, Indonezji, na Filipinach, w południowych Chinach oraz w południowej części Tajwanu. 

## Morfologia
PokrójZimozielone drzewo dorastające do 20 m wysokości. Kora ma szarawą barwę. Gałęzie są owłosione i mają brązowożółtawą barwę.
LiścieNaprzemianległe lub prawie naprzeciwległe. Mają kształt od eliptycznego do owalnie eliptycznego. Mierzą 4–13,5 cm długości oraz 2–6 cm szerokości. Są nagie, skórzaste. Nasada liścia jest klinowa. Blaszka liściowa jest o spiczastym wierzchołku. Ogonek liściowy jest owłosiony, ma żółtawą barwę i dorasta do 5–15 mm długości.
KwiatySą niepozorne, obupłciowe, zebrane w wiechy, rozwijają się w kątach pędów. Pojedyncze kwiaty mają długość 3–4 mm, są owłosione i mają żółtawą barwę.
OwoceMają elipsoidalny kształt, osiągają 7 mm długości i 5 mm szerokości, mają czarno-niebieskawą barwę.

## Biologia i ekologia
Rośnie w wiecznie zielonych lasach. Występuje na wysokości od 500 do 2500 m n.p.m. Kwitnie od czerwca do lipca, natomiast owoce dojrzewają od sierpnia do października.